# Pison peletieri
Pison peletieri är en biart som beskrevs av Le Guillou, 1841. Pison peletieri ingår i släktet Pison och familjen grävsteklar. Inga underarter finns listade i Catalogue of Life.